# 花泉町
花泉町（はないずみまち）は、2005年（平成17年）まで岩手県西磐井郡にあった町。現在の一関市のうち花泉町を冠する各大字にあたる。ぼたん園で知られていた。

## 地理

### 自然
- 河川：金流川、北上川、有馬川など
- 山岳：高倉山、六本松山など

## 沿革
- 1875年（明治8年）10月17日 - 水沢県による村落統合にともない、中村・金森村・清水村が合併して花泉村になる。
- 1889年（明治22年）4月1日 - 町村制施行にともない、花泉村と奈良坂村が合併して新制の花泉村が発足。
- 1955年（昭和30年）1月1日 - 老松村・永井村・日形村・油島村・涌津村と合併し、花泉町が発足。
- 1956年（昭和31年）9月30日 - 金沢村を編入。
- 2005年（平成17年）9月20日 - 東磐井郡千厩町・大東町・東山町・川崎村・室根村と共に一関市と合併し、新制の一関市の一部となる。

## 行政

### 町長
| 代 | 氏名       | 就任日                    | 退任日                    | 備考            |
| -- | ---------- | ------------------------- | ------------------------- | --------------- |
| 初 | 田野崎文人 | 1955年（昭和30年）2月13日 | 1975年（昭和50年）1月30日 | 元涌津村長、5期 |
| 2  | 小野寺達三 | 1975年（昭和50年）1月31日 | 1981年（昭和56年）1月31日 |                 |
| 3  | 小野寺亮助 | 1981年（昭和56年）2月1日  | 1997年（平成9年）1月31日  | 4期             |
| 4  | 高橋健夫   | 1997年（平成9年）2月1日   | 2001年（平成13年）1月31日 |                 |
| 5  | 田野崎捷吾 | 2001年（平成13年）2月1日  | 2005年（平成17年）9月19日 | 2期             |

## 地域

### 人口
| 花泉町の人口推移 |          |  |
| \| 1955年（昭和30年） \| 20,001人 \| \| \| 1960年（昭和35年） \| 22,094人 \| \| \| 1965年（昭和40年） \| 20,070人 \| \| \| 1970年（昭和45年） \| 18,416人 \| \| \| 1975年（昭和50年） \| 17,404人 \| \| \| 1980年（昭和55年） \| 17,467人 \| \| \| 1985年（昭和60年） \| 17,386人 \| \| \| 1990年（平成2年） \| 17,081人 \| \| \| 1995年（平成7年） \| 16,592人 \| \| \| 2000年（平成12年） \| 16,127人 \| \| |          |  |
| 総務省統計局 国勢調査より |          |  |
| 1955年（昭和30年） | 20,001人 |  |
| 1960年（昭和35年） | 22,094人 |  |
| 1965年（昭和40年） | 20,070人 |  |
| 1970年（昭和45年） | 18,416人 |  |
| 1975年（昭和50年） | 17,404人 |  |
| 1980年（昭和55年） | 17,467人 |  |
| 1985年（昭和60年） | 17,386人 |  |
| 1990年（平成2年） | 17,081人 |  |
| 1995年（平成7年） | 16,592人 |  |
| 2000年（平成12年） | 16,127人 |  |

## 公的機関

### 警察
岩手県警察
- 一関警察署（管轄：旧一関市、平泉町）
  - 花泉交番
  - 永井駐在所
  - 日形駐在所
  - 油島駐在所

かつては涌津、老松、金沢地区にも駐在所を置いていた。

### 消防
両磐地区消防組合
- 一関消防署花泉分署

### 医療
- 岩手県立花泉病院

## 公共施設
主な施設。

### 図書館
- 花泉町立図書館

公民館
- 花泉公民館
- 永井公民館
- 涌津公民館
- 油島公民館

- 老松公民館
- 日形公民館
- 金沢公民館

### 運動施設
花泉地域
- 花泉運動公園：野球場、テニスコート、多目的競技場

老松地域
- 花泉体育館
- 花泉テニスコート

涌津地域
- 花泉水泳プール
- 花泉第二体育館
- 花泉弓道場

## 郵便

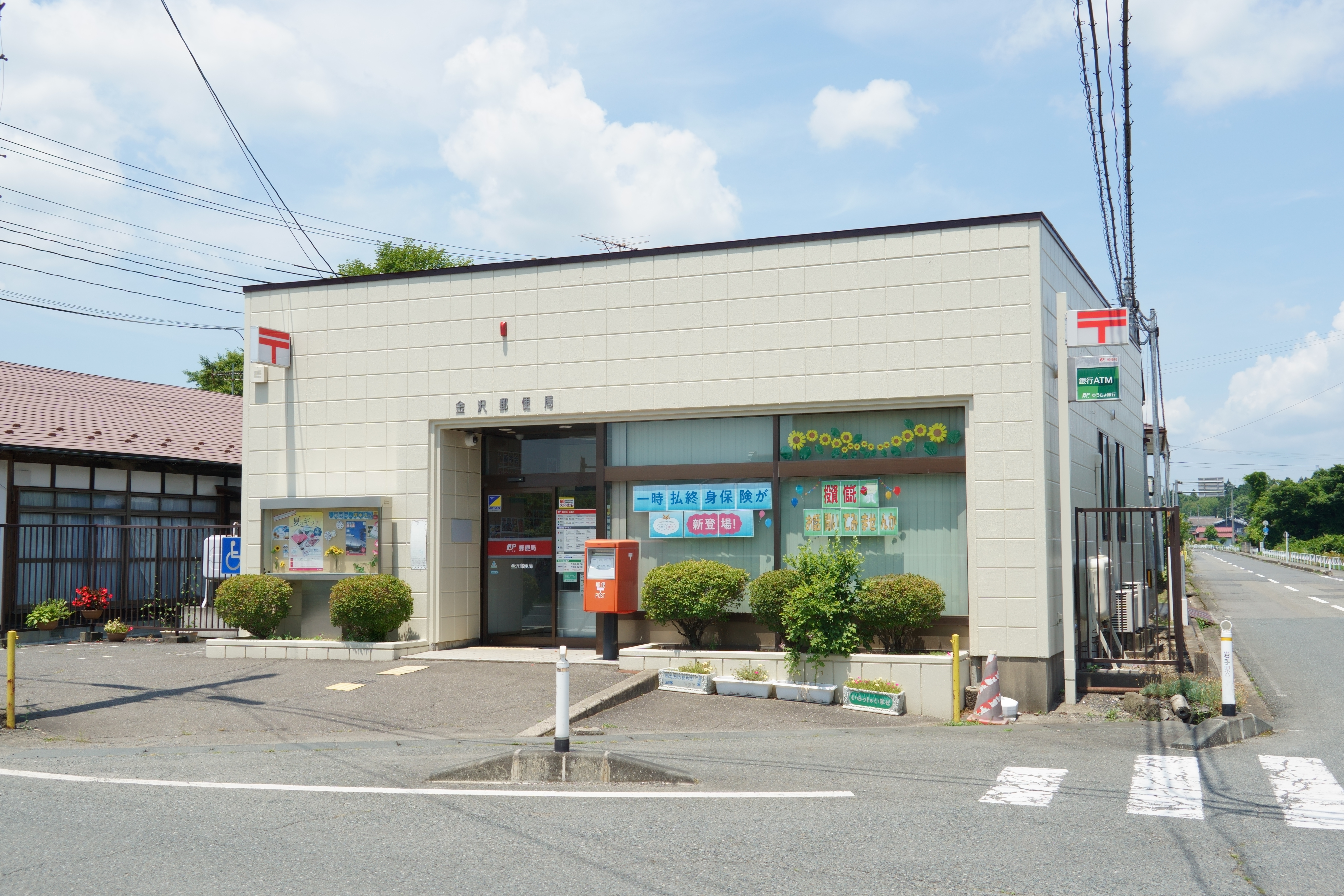
金沢郵便局（2024年6月撮影）

郵便局
- 花泉郵便局（集配局）
- 涌津郵便局（集配局）
- 金沢郵便局
- 永井郵便局

簡易郵便局
- 日形簡易郵便局

※以下は廃局
- 老松簡易郵便局（2004年廃止）

## 教育

### 高等学校
- 岩手県立花泉高等学校

### 中学校
- 花泉町立花泉中学校

※以下は廃校
- 花泉町立花泉中学校〈旧〉（1965年・新設の花泉北中学校へ統合）
- 花泉町立老松中学校（同上）
- 花泉町立油島中学校（同上）
- 花泉町立日形中学校（同上）

- 花泉町立金沢中学校（同上）
- 花泉町立涌津中学校（1970年・花泉北中学校へ統合）
- 花泉町立花泉南中学校（1970年・永井中から改称、2005年・新制の花泉中学校へ統合）
- 花泉町立花泉北中学校（2005年・新制の花泉中学校へ統合）

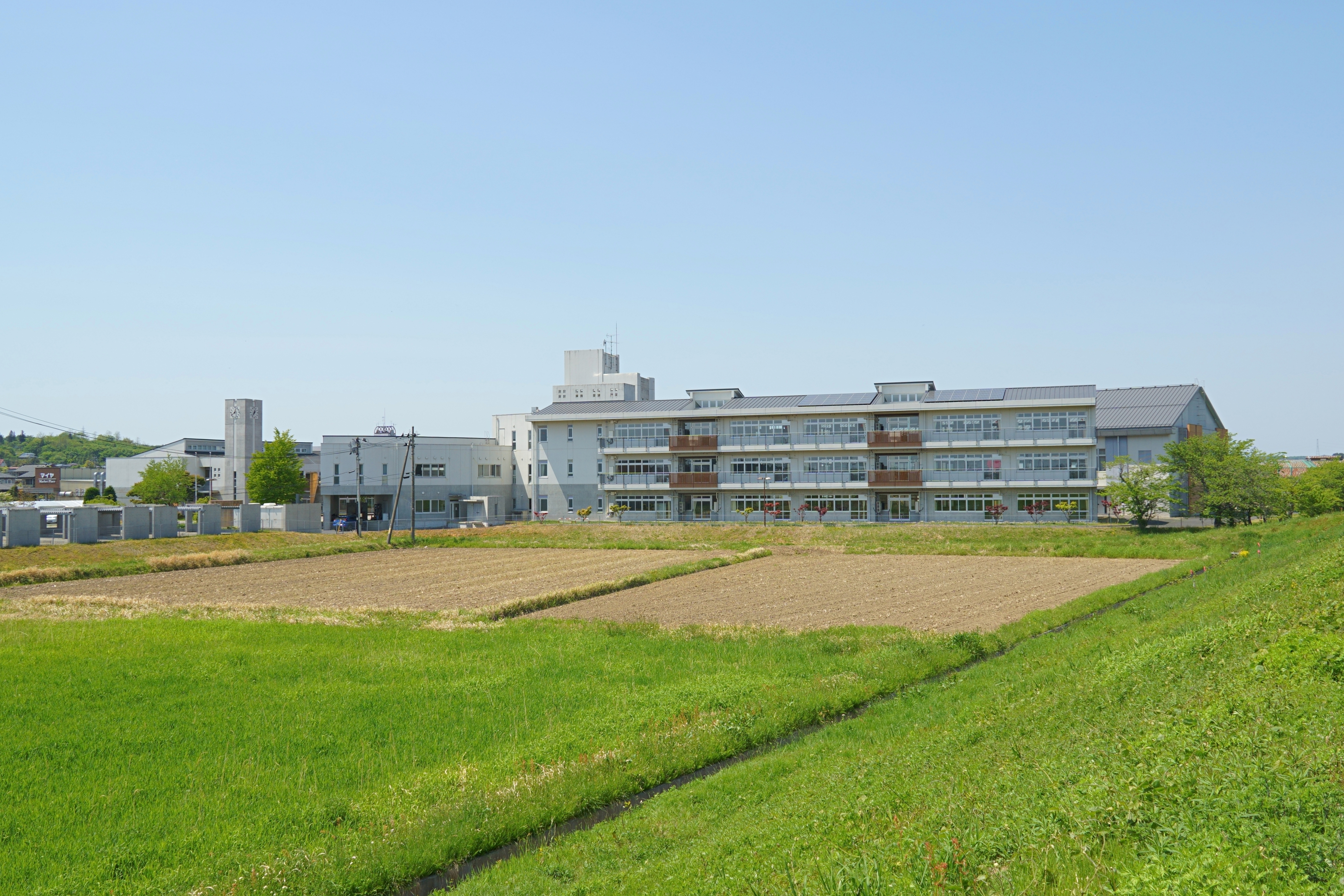
新制の花泉中学校（2024年5月撮影）

### 小学校
- 花泉町立花泉小学校
- 花泉町立老松小学校
- 花泉町立金沢小学校
- 花泉町立永井小学校
- 花泉町立日形小学校
- 花泉町立油島小学校
- 花泉町立涌津小学校

※以下は廃校
- 花泉町立花泉小学校奈良坂分校（1968年・花泉小学校へ統合）
- 花泉町立金沢小学校〈旧〉（1982年・新制の金沢小学校へ統合）
- 花泉町立刈生沢小学校（同上）
- 花泉町立涌津小学校〈旧〉（1983年・新制の涌津小学校へ統合）
- 花泉町立亥年小学校（同上）

- 花泉町立永井小学校〈旧〉（1985年・新制の永井小学校へ統合）
- 花泉町立高倉小学校（同上）
- 花泉町立油島小学校〈旧〉（1992年・新制の油島小学校へ統合）

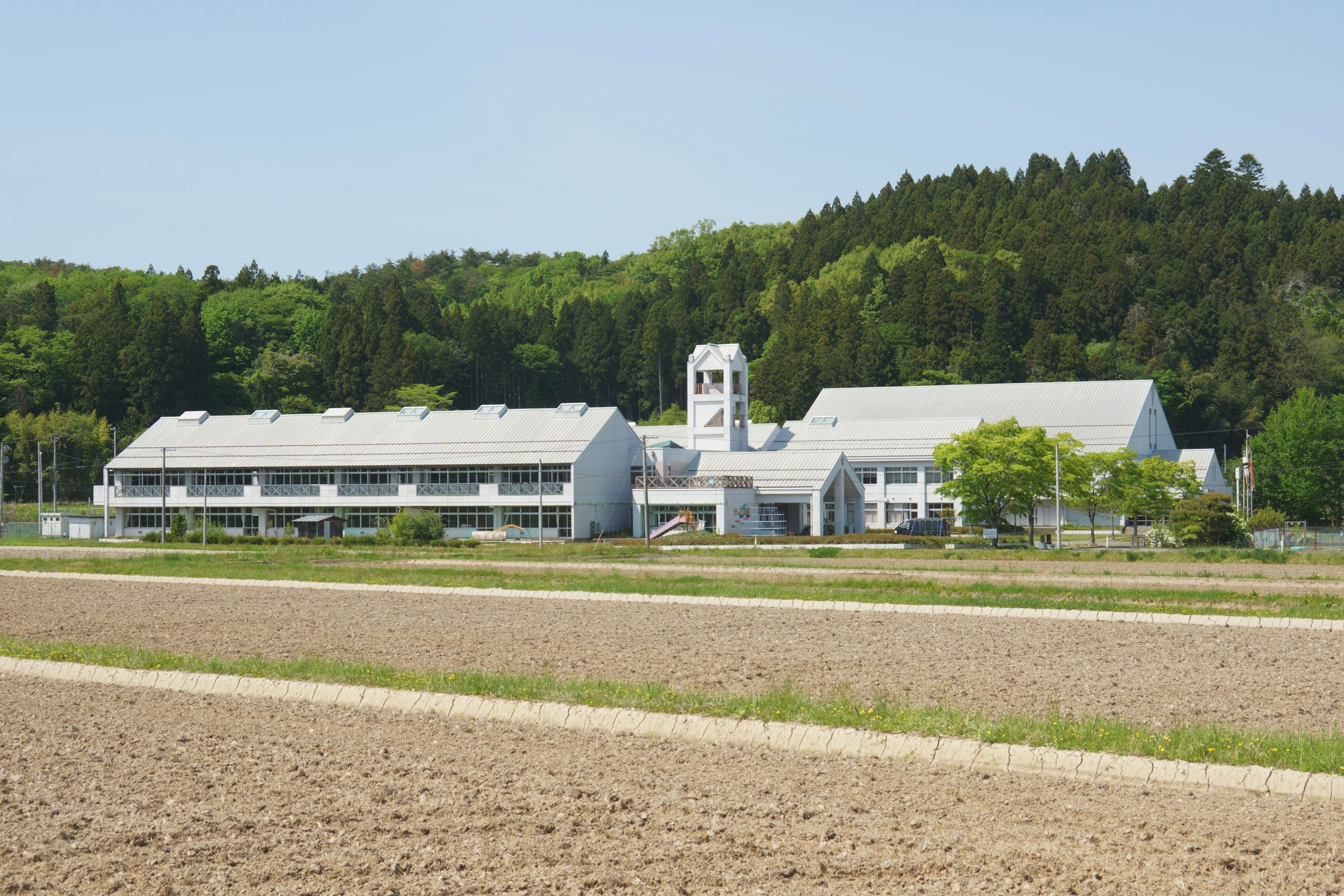
花泉小学校（2024年5月撮影）

- 花泉町立蝦島小学校（同上）

### 職業訓練校
- 花泉町立花泉高等職業訓練校

## 交通

### 鉄道
- 東日本旅客鉄道（JR東日本）
  - 東北本線：油島駅 - 花泉駅 - 清水原駅

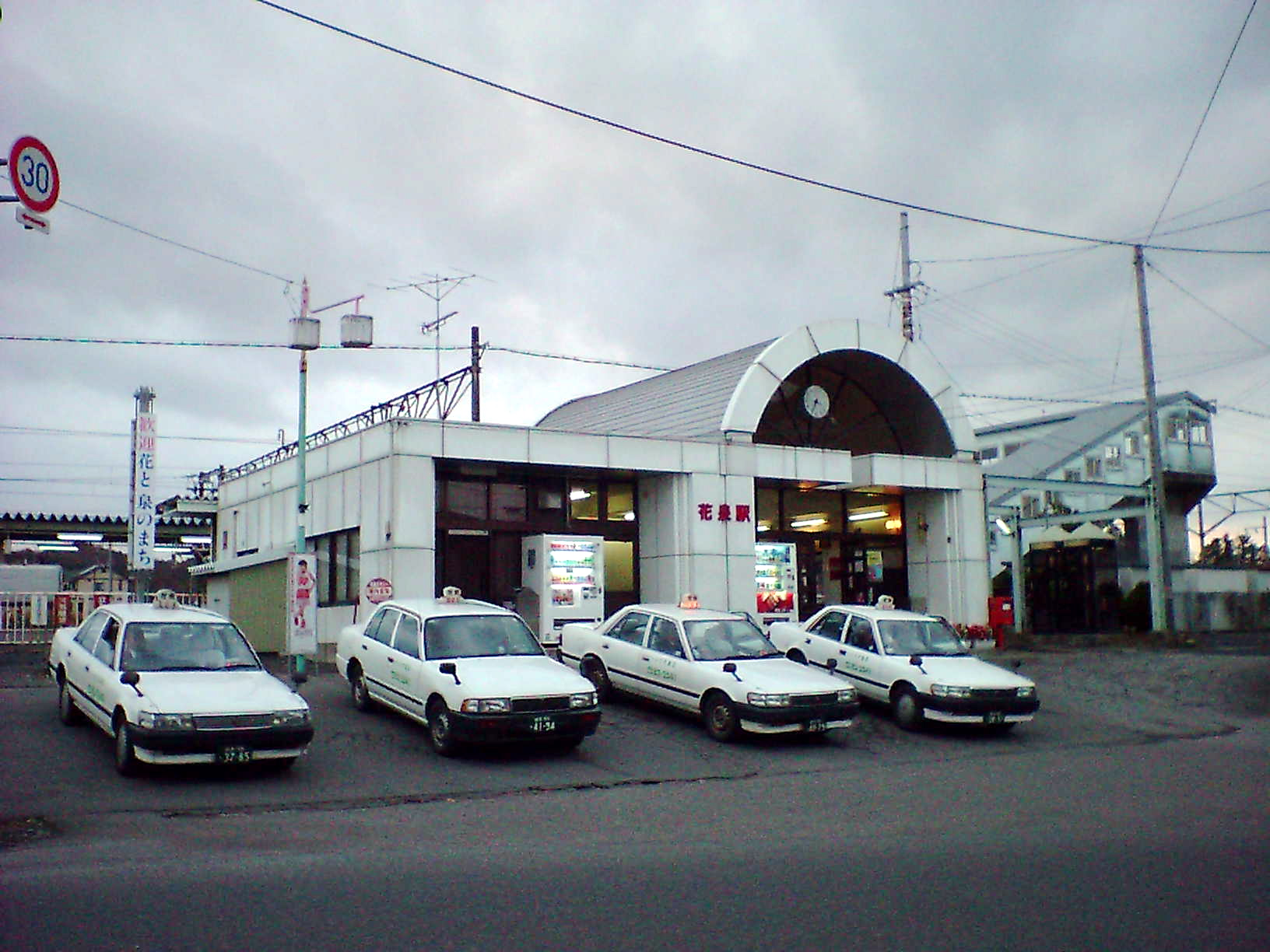
花泉駅（2005年11月撮影）

### 道路

#### 一般国道
- 国道342号

#### 県道
主要地方道
- 岩手県道21号花泉藤沢線
- 岩手県道・宮城県道48号弥栄金成線

一般県道
- 宮城県道・岩手県道183号若柳花泉線
- 宮城県道・岩手県道184号石越停車場白崖線
- 宮城県道・岩手県道185号有壁若柳線
- 岩手県道・宮城県道186号油島栗駒線
- 岩手県道・宮城県道187号大門有壁線
- 宮城県道・岩手県道190号石森永井線
- 岩手県道239号白崖弥栄線

## 史跡
- 花泉遺跡 - ハナイズミモリウシをはじめとした後期旧石器時代の化石が発掘されている。

## 出身著名人
- 関ノ戸億右エ門 - 江戸時代の大相撲力士、2代目伊勢ノ海
- 及川ひろみ - 歌手
- 佐々木洋平 - 衆議院議員（1期）、岩手県議会議員（4期）
- 佐藤喜八 - 政治家（衆議院議員）[3]
- 佐藤慶二 - 哲学者
- 菅原希 - 総務官僚[4]
- 竹内重徳 - 地方公務員
- 千葉胤秀 - 和算家